# Conxita Lleó
Conxita Lleó (* 2. Februar 1943 in Barcelona) ist eine spanische Romanistin.

## Leben
Nach dem Studium der Romanistik an der Universität Barcelona; Licenciatura (1966) absolvierte sie ein Graduiertenstudium der Allgemeinen Linguistik an der University of Washington (USA); M.A. (1968). Nach der Promotion in der Allgemeinen Linguistik (Ph.D.) von der University of Washington (1978) und Promotion in der Romanischen Sprachwissenschaft von der Universität Barcelona (1983) war sie von 1984 bis 1985 Hochschulassistentin des Romanischen Seminar der Universität Göttingen. Von 1966 bis 1969 war sie Teaching Assistant am Romanischen Institut der Universität Washington. Von 1969 bis 1970 war sie Teaching Assistant am Linguistischen Institut der Universität Washington. Von 1970 bis 1972 war sie Assistentin für Romanische Sprachwissenschaft an der Universität Barcelona. Von 1972 bis 1973 lehrte sie als Professorin für Romanische Sprachwissenschaft am Institut für moderne Sprachen der Universidad de Concepción. Von 1974 bis 1976 lehrte sie als Professorin für Linguistik an der Pädagogischen Fakultät der Universität San Luis (Argentinien). Von 1976 bis 1984 war sie wissenschaftliche Angestellte für spanische und katalanische Sprachwissenschaft am Romanischen Seminar in Göttingen. Seit 1985 lehrte sie als Professorin C-3 auf Lebenszeit für spanische und katalanische Sprachwissenschaft am Ibero-amerikanischen Forschungsinstitut der Universität Hamburg.
Ihre Schwerpunkte sind Phonologie, Morphologie, Spracherwerb, Mehrsprachigkeit, generative Grammatik des Spanischen, generative Grammatik des Katalanischen, katalanische Soziolinguistik und Optimalitätstheorie.

## Schriften (Auswahl)
- Some Optional Rules in Spanish Complementation. Towards a study of the speaker's intent. Tübingen 1979, ISBN 3-484-10362-0.
- mit Heles Contreras: Aproximación a la fonología generativa. Principios teóricos y problemas. Barcelona 1982, ISBN 84-339-0803-0.
- La adquisición de la fonología de la primera lengua y de las lenguas extranjeras. Modelos teóricos y métodos lingüísticos de análisis. Madrid 1997, ISBN 84-7774-873-X.
- als Herausgeberin mit Pere Comellas: Recerca i gestió del multilingüisme. Algunes propostes des d'Europa. Mehrsprachigkeitsforschung und Mehrsprachigkeitsmanagement. Europäische Ansichten. Münster 2010, ISBN 978-3-8309-2325-1.